# ستانلي ريد (سياسي)
ستانلي ريد (بالإنجليزية: Stanley Reed)‏ هو صحفي ومؤلف وسياسي بريطاني (وحمل سابقاً جنسية المملكة المتحدة لبريطانيا العظمى وأيرلندا)، ولد في 28 يناير 1872، وتوفي في 17 يناير 1969. حزبياً، نشط في حزب المحافظين. في الانتخابات الفرعية في مجلس العموم البريطاني ‏، انتخب عضو برلمان المملكة المتحدة الـ37 عن دائرة إيليسبري (19 مايو 1938 – 15 يونيو 1945) وفي الانتخابات العامة في المملكة المتحدة 1945 ‏، انتخب عضو برلمان المملكة المتحدة الـ38 عن دائرة إيليسبري (5 يوليو 1945 – 3 فبراير 1950).